# 立行司
立行司（たてぎょうじ）は大相撲の行司における最高位の階級で、かつては力士の横綱と同様に吉田司家の立行司免許を必要としたため、行司の横綱に相当する。

## 解説
江戸相撲の行司家として最後まで残った木村家、式守家の当主が代々木村庄之助、式守伊之助を名乗っており、この2名跡の襲名者が立行司に遇されている。1927年に大坂相撲が合併した際、大坂相撲の立行司木村玉之助が新たに加わり3名になったが（もう1人の大坂立行司木村清之助は除外された） 、1951年に玉之助がこの時導入された副立行司に格下げとなり、2名跡体制に戻った（副立行司制は1960年1月の行司停年制施行に伴い廃止され、玉之助も襲名されていない）。
慣例上庄之助が首席、伊之助が次席とされるが、例えば1877年から1880年までは6代伊之助が首席、14代庄之助が次席であった。1898年から1905年までは16代庄之助が首席、木村瀬平が次席であるなど明治後期までは定義が不明確であった。逆に、伊之助襲名の時点では第三席だった者も存在する。1910年に庄之助が首席、伊之助が次席であると明文化された。また、従来行司は改姓をすることが出来なかったため庄之助、伊之助はそれぞれ三役格から直接昇格していたが、1911年から改姓が解禁され、三役格から伊之助に、次いで庄之助に昇格するようになった。その後も伊之助を経ずに庄之助を襲名する者は何人か出たが、上記の行司停年制の導入後は完全に伊之助襲名が庄之助襲名の必要条件として定着した。
本場所の本割では、木村庄之助は結びの一番のみ、式守伊之助はその前の二番を裁く。優勝決定戦においては、幕内優勝決定戦で横綱・大関が登場している場合、原則として立行司が担当する。現在の規則では、木村庄之助と式守伊之助が共に出場している場合、原則として庄之助が土俵に上がって伊之助が控に入り、取組が多く交代する場合は伊之助も土俵に上がることになる。過去には庄之助が裁きを譲りたいとして、また「庄之助は1番限り」として、現在の原則とは逆に伊之助が先に土俵に上がっていたこともあった。立行司が休場や番付上不在などの理由により1人または0人の場合は、三役格行司が欠員分を代行する。また土俵祭の祭主も務める。
立行司名として用いられる名跡である木村庄之助と式守伊之助は、かつては年寄名跡でもあったが、1958年（昭和33年）限りで年寄名跡としては廃止された。ただし、立行司はかつての名残りで「親方」の語の範疇に含まれる。また相撲協会の公益法人化以前は、年寄・横綱・大関同様、評議員として役員選挙の選挙権をもち (被選挙権はない)、評議員会に出席することができた。
江戸時代には行司は全員が帯刀していたが、廃刀令により帯刀しなくなった。のちに立行司のみ帯刀が復活したが、これは差違いをした場合に切腹する覚悟を示すものといわれている。無論、実際に切腹するわけではないものの、本場所で差違いをした場合は進退伺を出すのが慣例であったが、26代庄之助から口頭でお詫びを伝えるようになった。
1940年の20代庄之助を最後に現役中に亡くなった立行司はいない。また、定年制導入後に定年を待たずに退職した立行司は25代庄之助と40代伊之助の2名がいる（前者は軍配差し違えの責任を取る形で退職、後者は不祥事により退職）。
庄之助は総紫、伊之助ならびに玉之助を含む副立行司は紫白の房・菊綴を使用し、短刀・印籠・足袋・草履を着用する。
江戸時代から庄之助または伊之助の片方が空位になる場合や、立行司が休場などにより土俵に上がれずに三役格行司が結びを裁くことが時折発生していたが、双方が空位になることは長らく発生しなかった。しかし、1993年に7月場所後の27代伊之助に続き、11月場所後に28代庄之助が停年退職し、1994年1月と3月の2場所は立行司への昇格がなく、三役格行司3名が交替で結びを裁いた。
なお、1992年5月場所以降、番付に立行司のみ代数を合わせて記載されるようになった。2011年1月場所以降、場内アナウンスでも行司紹介のうち、立行司のみ代数を合わせて紹介されるようになった。
2015年11月場所7日目、度重なる差違えにより40代式守伊之助が翌8日目より3日間の出場停止処分を受けた。37代木村庄之助が3月場所限りで定年となって以降、木村庄之助が空位となる状態が続いていた為、この出場停止により21年振りに立行司が不在となった。
さらに2017年5月場所、40代式守伊之助の喉の違和感が悪化し、6日目の取組では本来の発声に程遠い状況にまでなった。診察の結果、咽頭炎により安静と発声を控えるのが望ましいとの診断書を提出し、40代式守伊之助は同日より休場した。更に、前述の木村庄之助が空位となる状態は続いていたため、2015年11月場所10日目以来、約2年ぶりの立行司不在となった。
さらに2018年1月、同じ40代式守伊之助がセクハラ問題を起こして謹慎処分（同年1月場所より3場所出場停止）となり、再び立行司が不在となり、40代式守伊之助は処分明けの5月場所後に辞職した。これにより同年11月場所まで（出場者としては1月場所から、番付上では7月場所から）立行司不在となったが、9月27日の理事会で11代式守勘太夫が12月25日付で立行司に昇格し、41代式守伊之助を襲名することが決定した。
2023年9月28日、日本相撲協会の理事会は、同年12月25日付で41代式守伊之助が38代木村庄之助を襲名することを決定した。41代伊之助が立行司に昇進した時点で既に庄之助は不在だったにもかかわらず庄之助襲名まで5年を要した背景には、41代伊之助は差し違えが多いといった事情があったとみられる。後任の伊之助を襲名する者はおらず、2024年1月場所以降も引き続き立行司は1人だけの状況が続いたが、2024年8月1日の理事会で3代木村容堂が8月26日付で42代式守伊之助を襲名することが決まり、同年9月場所では2015年3月場所以来、9年半ぶりに立行司2人体制に戻ることになった。
立行司は三段目格以下の行司を付け人として2人従えている。立行司に昇進すると、名誉賞として50万円が授与される。

## 立行司の一覧・変遷
- 個人の業績などについては各名跡および各人の記事を参照のこと。

| 場所    | 木村庄之助 | 式守伊之助   | 木村玉之助 | 備考                                                               |
| ------- | ---------- | ------------ | ---------- | ------------------------------------------------------------------ |
| 1757.10 | 6代        | 式守家創設前 | 東西合併前 | 江戸相撲の現存する最古の番付。                                     |
| 1767.3  | 6代        | 初代         | 東西合併前 |                                                                    |
| 1771.3  | 7代        | 初代         | 東西合併前 |                                                                    |
| 1793.10 | 7代        | 2代          | 東西合併前 |                                                                    |
| 1800.4  | 8代        | 2代          | 東西合併前 |                                                                    |
| 1820.3  | 8代        | 3代          | 東西合併前 |                                                                    |
| 1824.10 | 9代        | 3代          | 東西合併前 |                                                                    |
| 1831.2  | 9代        | 空位         | 東西合併前 |                                                                    |
| 1834.10 | 9代        | 4代          | 東西合併前 |                                                                    |
| 1835.1  | 空位       | 4代          | 東西合併前 |                                                                    |
| 1836.2  | 10代       | 4代          | 東西合併前 |                                                                    |
| 1837.10 | 10代       | 空位         | 東西合併前 |                                                                    |
| 1839.3  | 11代       | 5代          | 東西合併前 |                                                                    |
| 1845.2  | 12代       | 5代          | 東西合併前 |                                                                    |
| 1850.3  | 12代       | 空位         | 東西合併前 |                                                                    |
| 1853.11 | 13代       | 6代          | 東西合併前 |                                                                    |
| 1877.1  | 14代       | 6代          | 東西合併前 | 伊之助が首席として土俵に上がる。                                   |
| 1881.1  | 14代       | 空位         | 東西合併前 |                                                                    |
| 1883.1  | 14代       | 7代          | 東西合併前 |                                                                    |
| 1884.1  | 14代       | 空位         | 東西合併前 |                                                                    |
| 1884.5  | 14代       | 8代          | 東西合併前 | 伊之助は第三席。                                                   |
| 1885.5  | 15代       | 8代          | 東西合併前 |                                                                    |
| 1898.1  | 16代       | 8代          | 東西合併前 | 番付上は伊之助が首席。                                             |
| 1898.5  | 16代       | 9代          | 東西合併前 |                                                                    |
| 1911.5  | 16代       | 10代         | 東西合併前 |                                                                    |
| 1912.5  | 17代       | 11代         | 東西合併前 | 10代伊之助→17代庄之助。伊之助から庄之助に昇格した初の事例。        |
| 1914.5  | 17代       | 空位         | 東西合併前 |                                                                    |
| 1915.5  | 17代       | 12代         | 東西合併前 |                                                                    |
| 1922.1  | 18代       | 13代         | 東西合併前 |                                                                    |
| 1926.1  | 19代       | 14代         | 東西合併前 | 13代伊之助→19代庄之助                                              |
| 1926.5  | 19代       | 15代         | 東西合併前 |                                                                    |
| 1927.1  | 19代       | 15代         | 10代       | 東西合併により三立行司体制へ移行。                                 |
| 1932.10 | 20代       | 16代         | 10代       | 15代伊之助→20代庄之助                                              |
| 1938.1  | 20代       | 16代         | 11代       |                                                                    |
| 1939.1  | 20代       | 17代         | 12代       | 11代玉之助→17代伊之助                                              |
| 1940.5  | 21代       | 18代         | 13代       | 17代伊之助→21代庄之助 12代玉之助→18代伊之助                        |
| 1951.5  | 21代       | 18代         | 廃止       | 玉之助を副立行司へ降格、二立行司体制へ復帰。                       |
| 1951.9  | 22代       | 19代         | 廃止       | 18代伊之助→22代庄之助                                              |
| 1960.1  | 23代       | 20代         | 廃止       | 副立行司廃止、玉之助は襲名されなくなる。                           |
| 1963.1  | 24代       | 21代         | 廃止       | 20代伊之助→24代庄之助                                              |
| 1966.9  | 25代       | 22代         | 廃止       | 21代伊之助→25代庄之助                                              |
| 1972.5  | 空位       | 22代         | 廃止       |                                                                    |
| 1973.1  | 26代       | 空位         | 廃止       | 22代伊之助→26代庄之助                                              |
| 1974.1  | 26代       | 23代         | 廃止       |                                                                    |
| 1977.1  | 空位       | 23代         | 廃止       |                                                                    |
| 1977.11 | 27代       | 24代         | 廃止       | 23代伊之助→27代庄之助                                              |
| 1984.5  | 27代       | 25代         | 廃止       |                                                                    |
| 1991.1  | 28代       | 26代         | 廃止       | 25代伊之助→28代庄之助                                              |
| 1992.11 | 28代       | 27代         | 廃止       |                                                                    |
| 1993.9  | 28代       | 空位         | 廃止       |                                                                    |
| 1994.1  | 空位       | 空位         | 廃止       | 史上初めて立行司が番付上不在となる。                               |
| 1994.5  | 空位       | 28代         | 廃止       |                                                                    |
| 1995.1  | 29代       | 29代         | 廃止       | 28代伊之助→29代庄之助                                              |
| 2000.9  | 29代       | 30代         | 廃止       |                                                                    |
| 2001.1  | 29代       | 31代         | 廃止       |                                                                    |
| 2001.5  | 空位       | 31代         | 廃止       |                                                                    |
| 2001.11 | 30代       | 32代         | 廃止       | 31代伊之助→30代庄之助                                              |
| 2003.3  | 空位       | 32代         | 廃止       |                                                                    |
| 2003.5  | 31代       | 33代         | 廃止       | 32代伊之助→31代庄之助                                              |
| 2006.1  | 32代       | 34代         | 廃止       | 33代伊之助→32代庄之助                                              |
| 2006.3  | 空位       | 35代         | 廃止       |                                                                    |
| 2006.5  | 33代       | 36代         | 廃止       | 35代伊之助→33代庄之助                                              |
| 2007.5  | 34代       | 37代         | 廃止       | 36代伊之助→34代庄之助                                              |
| 2008.5  | 35代       | 38代         | 廃止       | 37代伊之助→35代庄之助                                              |
| 2011.11 | 36代       | 空位         | 廃止       | 38代伊之助→36代庄之助                                              |
| 2012.11 | 36代       | 39代         | 廃止       |                                                                    |
| 2013.7  | 空位       | 39代         | 廃止       |                                                                    |
| 2013.11 | 37代       | 40代         | 廃止       | 39代伊之助→37代庄之助                                              |
| 2015.5  | 空位       | 40代         | 廃止       |                                                                    |
| 2018.7  | 空位       | 空位         | 廃止       | 番付上立行司が不在（史上2度目）。                                  |
| 2019.1  | 空位       | 41代         | 廃止       |                                                                    |
| 2024.1  | 38代       | 空位         | 廃止       | 41代伊之助→38代庄之助。庄之助は9年近くにわたる史上最長の空位解消。 |
| 2024.9  | 38代       | 42代         | 廃止       |                                                                    |
| 2024.11 | 空位       | 42代         | 廃止       |                                                                    |
| 2025.1  | 39代       | 43代         | 廃止       | 42代伊之助→39代庄之助                                              |